# Ameyama
Der Ameyama (japanisch 雨山, dt. „Regenberg“) ist ein Berg im Süden der japanischen Präfektur Osaka. Er hat eine Höhe von 312 m. Er ist in Kumatori seit 13. März 1996 als Landschaftlich Schöner Ort ausgewiesen. Auf dem Berg befinden sich Überreste einer alten Burg.
Östlich befindet sich der Eiraku-Damm (永楽ダム) und -Stausee. Der Staudamm wurde zwischen 1965 und 1968 erbaut.